# Olaus Kellermann
Olaus Christian Kellermann (født 27. maj 1805 i København, død 1. september 1837 i Rom) var en dansk arkæolog.
Kellermann blev student i København 1825, tog doktorgraden i München 1831 og rejste samme år med dansk stipendium til Rom, kastede sig særlig over indskrifter og sluttede sig nøje til den udmærkede italienske numismatiker og epigrafiker Borghesi. I 1833 blev han efter Gerhard sekretær i det af Preussen grundede Istituto di Corrispondenza archeologica og udgav samme år i dettes Bulletino en samling etruriske indskrifter. Kellermann lagde planen til et omfattende værk indeholdende alle latinske indskrifter og udgav 1835 i Rom som prøve: Vigilum Romanorum Latercula duo, hvori han tolkede to nylig opdagede indskrifter. Det fortræffelige arbejde anmeldtes af Madvig. Kellermann gik nu 1835 til København, fik her tilsagn om understøttelse til det store værk, ligeledes af akademierne i Berlin og München. Januar 1837 nåede han atter Rom, tog med iver fat på arbejdet, men bortrevs få måneder efter af kolera. Først omtrent 50 år senere førte Berlin-Akademiet hans tanke ud i virkeligheden ved udgivelsen af Corpus Inscriptionum Latinarum.